# Dương Thành (nhà Đường)
Dương Thành (chữ Hán: 阳城, 736 – 805), tự Kháng Tông, nguyên quán là huyện Bắc Bình, Định Châu , sinh quán là huyện Hạ, Thiểm Châu , ẩn sĩ, quan viên trung kỳ đời Đường. Cựu Đường thư xếp ông làm nhóm ẩn sĩ, Tân Đường thư xếp ông vào nhóm tấm gương đức hạnh.

## Ẩn cư trong núi, nổi tiếng nhờ đức hạnh
Thành sinh ra trong một đại tộc nhiều đời làm quan, tính hiếu học, nhưng nhà nghèo không có sách, vì vậy xin làm Tập Hiền viện Tả thư lại, trộm sách của viện để đọc, ngày đêm không ra khỏi cửa. Trải qua 6 năm, Thành chẳng có gì là không thông hiểu. Thành đỗ tiến sĩ, không ra làm quan, mà ẩn cư ở núi Trung Điều.
Thành làm người khiêm cung, giản dị, đối với già trẻ đều như nhau. Xa gần hâm mộ đức hạnh của ông, người tìm đến theo học kéo dài trên đường. Quê nhà có ai tranh tụng, không đến quan phủ, mà đến gặp Thành xin phán xử. Có kẻ trộm cây, Thành phát hiện, lo hắn xấu hổ, tránh đi cho hắn ta tự xóa dấu vết. Gặp lúc trong nhà hết lương thực, Thành sai đứa ở mua gạo, đứa ở đổi gạo lấy rượu, say lăn ra giữa đường. Thành ở nhà đợi mãi, bèn cùng em trai đi tìm, đứa ở còn chưa tỉnh, nên hai người cõng nó đem về. Đến khi đứa ở tỉnh lại, khóc lóc xin lỗi, Thanh nói: "Trời lạnh uống rượu, làm sao trách được?"
Gặp năm mất mùa, Thành ở nhà không ghé qua chòm xóm, gọt vỏ cây du nấu cháo, dạy học không nghỉ. Kẻ ở trong nhà được Thành cảm hóa, cũng biết tự ước thúc bản thân. Người ta thương xót Thành chịu đói, đem thức ăn đến cho, ông không nhận. Phủ Tiết độ sứ của Sơn Đông sai sứ giả gởi cho 500 xúc lụa nhũn (kiêm), lệnh cho sứ giả không được đem về. Thành cố từ chối, sứ giả bỏ lại mà về, Thành để đấy không dùng. Đúng lúc người cùng làng là Trịnh Thục có tang cha/mẹ (thân), vay ai cũng không được, Thành bèn đem lụa nhũn tặng cho. Trịnh Thục chôn cất xong, xin làm nô bộc để trả ơn, Thành từ chối không được, bèn nhận anh ta làm học trò. Nhưng Trịnh Thục không thể học tập, Thành dạy anh ta dọn nhà đến nơi hẻo lánh để chuyên tâm học tập, mà vẫn không thể. Trịnh Thục xấu hổ, thắt cổ tự vẫn; Thành nghe tin kinh hãi, tự nhận là lỗi của mình, mặc áo sô, tổ chức tang lễ cho anh ta.

## Ảo vải vào chầu, lặng lẽ suốt 8 năm
Thiểm Quắc quan sát sứ Lý Bí nghe tiếng, nhiều lần tặng lễ vật, Thành tiếp nhận. Sau đó Bí đích thân đến thăm nhà, cùng Thành nói chuyện thì rất hài lòng. Bí muốn vời Thành đến phủ, ông không nhận lời, bèn tiến cử lên triều đình. Vì thế triều đình giáng chiếu lấy Thành làm Trứ tác tá lang để triều, còn ban Phi Ngư . Bí sai tham quân Hàn Kiệt đem chiếu thư đến nhà của Thành, nhưng ông niêm phong mà trả lại, nói: "Già yếu nhiều bệnh, không thể lên đường, vô cùng tiếc nuối." Bí không dám cưỡng ép, về sau được làm tể tướng, lại nhắc đến Thành với Đường Đức Tông. Vì thế triều đình triệu bái Thành làm Gián nghị đại phu, sai Trường An úy Dương Ninh đem lụa đến nhà ông. Thành mặc áo vải thô đến cửa khuyết để từ chối, Đức Tông sai hoạn quan khoác Phi y cho ông rồi triệu kiến, ban cho 500 xúc lụa (thất = 4 trượng).
Ban đầu Thành chưa đến kinh thành, quan viên nghĩ đến phong thái của ông, đều cho rằng Thành đi ra từ nơi thảo mãng, không ham danh lợi, nay nhận chức gián quan, ắt sẽ liều chết làm việc, nên mọi người e sợ ông. Vì thế sau khi Thành đến, các gián quan rối rít làm việc, những thứ vụn vặt cũng đem báo cáo lên hoàng đế, khiến Đức Tông càng thêm phiền lòng. Thành dần dần nghe mãi lời lẽ thái quá của bọn họ thì quen, vì vậy chẳng chịu nói gì cả. Hàn Dũ làm Tranh thần luận (争臣论, Luận về bề tôi tranh cãi), nhằm chỉ trích hiện trạng chính trị đương thời, Thành không màng đến. Từ ấy Thành cùng hai em trai đêm ngày mời khách khứa cùng say sưa; từng có khách đến thăm, nhằm khuyên can Thành; ông biết ý, bèn cưỡng ép khách cùng uống rượu, người ấy từ chối, Thành tự rót rượu cho mình, khiến người ấy đành nhận lời uống rượu với ông. Hai người uống đến say mèm, khách ngã lăn ra chiếu, Thành nằm đè lên ông ta; thế là Thành chẳng phải nghe khách khuyên can gì. Thành thường đem gối gỗ, chăn vải trong nhà đem cầm cố, người thời ấy xem trọng ông là người hiền, tranh nhau tiếp nhận. Thành dặn dò hai em trai: "Thu nhập hàng tháng của ta, hãy nhắm xem mỗi tháng ăn hết bao nhiêu cho gạo, chi ra bao nhiêu tiền củi, rau, muối, mà chuẩn bị sẵn, còn thừa bao nhiêu thì đưa cả cho bà lão bán rượu, đừng giữ lại." Thành chưa từng dè sẻn, tuy rằng vật dụng thiết yếu trong nhà không đến nỗi thiếu hụt, hễ khách bày tỏ sự ưa thích, thì lập tức đem tặng. Có tên mỗ họ Trần, sau khi Thành được nhận lương bổng, thường tìm đến khen ngợi cái đẹp của tiền lụa, nhờ vậy hàng tháng cũng có tiền. Cứ thế Thành ở chức 8 năm, người đời chẳng thấy ông làm được gì, đều cho rằng ông chỉ có hư danh mà thôi.

## Bất ngờ can gián, quyết liệt chống gian thần
Khi Đường Đức Tông ở ngôi, hầu như không trao quyền cho tể tướng, nên những kẻ gần gũi hoàng đế nhờ xu nịnh mà được trọng dụng. Vì thế bọn Bùi Duyên Linh, Lý Tề Vận, Vi Cừ Mưu gièm pha, vu cáo và lưu đày bọn tể tướng Lục Chí, Trường Bàng, Lý Sung, nhưng không ai dám cứu giúp. Thành nghe được, bèn nói: "Tôi là gián quan, không thể cho phép hoàng đế giết đại thần vô tội." Thành hẹn với Thập di Vượng Trọng Thư chờ ở Duyên Anh các, cùng nhau dâng sớ luận tội gian nịnh của bọn Duyên Linh, khẳng định bọn Lục Chí vô tội, mấy ngày không nghỉ. Người biết chuyện đều rét sợ, mà Thành càng thêm hăng hái; Đức Tông cả giận, triệu tể tướng đến luận tội của ông. Bấy giờ chỉ có Thái tử Lý Tụng giải bày cho Thành, hồi lâu Đức Tông mới tha, làm sắc dụ tể tướng đuổi ông về. Khi ấy Kim ngô tướng quân Trương Vạn Phúc đã ngoài 80 tuổi, nghe nói có gián quan đến can ngăn, bèn chạy đến cửa Duyên Anh các, lớn tiếng chúc mừng: "Triều đình có trực thần, thiên hạ ắt thái bình rồi!" rồi vái bọn Thành mà nói: "Các gián nghị có thể làm như thế này, thiên hạ sao không được thái bình?" lại liên tiếp hô: "Thái bình! Thái bình!"
Nhưng Đức Tông vẫn muốn lấy Bùi Duyên Linh làm tể tướng, Thành nói: "Nêu Duyên Linh làm tể tướng, Thành dám lấy bạch ma (Apocynum pictum) đánh nát hắn, rồi chịu tội với triều đình." Duyên Linh không được làm tể tướng, là bởi Thành dốc sức cản trở. Sau đó Thành chịu giáng chức làm Quốc tử tư nghiệp. Thành đến Quốc học, triệu tập chư sanh, hỏi: "Phàm người có học nên học, là trung và hiếu đấy. Chư sanh cứ mãi không về thăm nhà hay sao?" Ngày hôm sau, có hơn 20 người xin về chăm sóc cha mẹ, còn kẻ nào 3 năm chưa về thì bị đuổi học. Thành mượn việc ấy để đề cao đức hạnh, dẹp bỏ thói xấu; ông còn đích thân giảng kinh, khiến học trò dần dần đi vào khuôn phép.
Có học trò cũ của Thành là Tiết Ước, tính ngông cuồng nhưng ngay thẳng, nhân nói trái ý hoàng đế mà đắc tội, chịu đày đi Liên Châu. Nhưng Ước là khách ngụ cư không có nơi ở cố định, Đài lại  theo dấu vết thì tìm thấy Ước ở nhà của Thành. Thành bèn mời Đài lại ngồi ở cửa, còn mình cùng Ước uống rượu quyết biệt, chảy nước mắt đưa tiễn, đến ngoài cõi giao mới trở lại. Đường Đức Tông nghe được, ghét Thành kết đảng với tội nhân, đẩy ra làm Đạo Châu thứ sử. Bọn Thái học sanh Hà Phồn, Quý Thường, Vương Lỗ Khanh, Lý Đảng 270 người dập đầu trước cửa khuyết xin giữ Thành. Liễu Tông Nguyên gởi thư cho Hà Phồn khuyên can, bày tỏ nỗi e sợ cái vạ Đảng Cố đời Hán sẽ trút xuống nhà Nho lần nữa; lại thêm bọn học sanh bị chặn lại ở cửa khuyết mấy ngày, không thể dâng sớ, còn Thành đã đi rồi, nên đành bỏ về. Bọn học sanh đều chảy nước mắt, lập bia đá ghi đức hạnh của Thành.

## Nhận chức Đạo Châu, trị châu như trị nhà
Ở Đạo Châu, Thành đối với dân chúng như đối với người nhà, nên phạt thì phạt, nên thưởng thì thưởng, không lấy luật lệ trói buộc mình. Lương bổng hằng tháng Thành chỉ lấy đủ dùng mà thôi, còn dư nộp làm của công. Mỗi ngày Thành nấu 2 hộc gạo, 1 con cá, đặt vào nồi ở bên đường, cho mọi người cùng ăn. Đạo Châu có nhiều người lùn (ải), mỗi năm chia vào phú hộ địa phương, còn đặt hiệu cho đàn ông là "ải nô", hằng năm cống nạp lên triều đình. Thành biết được, cấm chỉ bắt lương dân làm nô bộc, lại thương xót bọn họ hằng năm chịu nỗi khổ chia lìa, không cống nạp nữa. Đường Đức Tông sai sứ đến tìm, Thành trả lời: "Dân châu lùn cả, nếu phải cống, không biết cung ứng thế nào?" Việc cống nạp từ đây bãi bỏ, dân châu cảm ơn, chẳng ai không rơi nước mắt, lấy chữ "Dương" đặt tên cho con mình.
Thứ sử tiền nhiệm của Đạo Châu phạm tội tham ô, đang ở trong ngục, Quan sát sứ thúc giục Thành tra án. Có viên lại được thứ sử tiền nhiệm tin cậy, thu thập bằng chứng để tố cáo với Thành, tự cho rằng lập công chuộc tội, Thành lập tức phạt đòn hắn ta đến chết.
Thuế của Đạo Châu sai hẹn, Quan sát sứ mấy lần chê trách; châu dâng bản xét công  lên triều đình, Thành tự đánh giá mình rằng: "Vỗ về trăm họ, thu thuế kém cỏi, xét Hạ hạ." Quan sát sứ sai phán quan đến đốc thuế, phán quan đến châu, lấy làm lạ vì Thành không ra đón, hỏi viên lại, viên lại đáp: "Thứ sử nghe phán quan đến, cho rằng có tội, tự giam vào ngục, không dám ra." Phán quan cả sợ, vội vào ngục nói với Thành rằng: "Sứ quân nào có tội! Mỗ phụng mệnh đến an ủi ngài." Phán quan ở lại 2 ngày chưa đi, Thành không chịu quay về nhiệm sở; bên ngoài nhiệm sở có cánh cửa cũ đã bỏ đi, ông ngày ngồi đêm ngủ ở đấy. Phán quan không yên lòng, dứt khoát bỏ đi; sau đó quan sát sứ lại sai phán quan tra xét Đạo Châu, ông ta không muốn làm, bèn đem theo vợ con, giữa đường bỏ trốn.
Đường Thuận Tông nối ngôi (805), giáng chiếu gọi Thành, thì ông đã mất, hưởng thọ 70 tuổi, kẻ sĩ đều thương tiếc. Tháng 4 ÂL năm ấy, triều đình ban cho gia đình Thành 200 xâu tiền, lệnh cho châu huyện sở tại đưa tang về quê nhà.

## Gia đình
Thành đến tuổi trưởng thành, không lấy vợ. Khi ẩn cư trong núi, Thành cùng em trai Giai, Vực thường đổi áo để ra ngoài, nói rằng: "Ta cùng bọn mày côi cút nuôi nhau, đã lấy vợ ắt sẽ chia rẽ vì người ngoài, dẫu ở cùng nhà nhưng ngày càng xa cách, ta không nhẫn tâm." Các em trai cảm động, cũng không lấy vợ, đều ở vậy đến trọn đời.
Em gái góa chồng ở nhờ nhà của Thành, có đứa con trai si ngốc, ngoài 40 tuổi vẫn chưa biết gì, ông thường cõng hắn đi lại các nơi. Trước đó, em rể của Thành vốn là người ngụ cư, ông cùng em trai phải đi ngàn dặm để đưa linh cữu của anh ta về quê nhà.